# Saint-Félix (Lot)
Saint-Félix – miejscowość i gmina we Francji, w regionie Oksytania, w departamencie Lot.
Według danych na rok 1990 gminę zamieszkiwało 268 osób, a gęstość zaludnienia wynosiła 35 osób/km² (wśród 3020 gmin regionu Midi-Pireneje Saint-Félix plasuje się na 796. miejscu pod względem liczby ludności, natomiast pod względem powierzchni na miejscu 1274.).